# Rokon
Rokon és una empresa fabricant de motocicletes nord-americana amb seu a Rochester (Nou Hampshire) que va ser fundada el 1963 a l'estat de Vermont per Orla Larsen. L'empresa produeix motocicletes de fora d'asfalt amb tracció a les dues rodes i les comercialitza amb la seva pròpia marca, "Rokon", o amb una d'alternativa, "Trail Breaker".
Rokon es va fundar per tal de vendre la Nethercutt Trail-Breaker, una motocicleta de dues rodes motrius que havia inventat Charlie Fehn pels volts de 1958 i que construïa des d'aleshores a Sylmar (Califòrnia). El 1964, Rokon Inc. va comprar els drets de fabricació de la Trail-Breaker i en va començar a comercialitzar les motocicletes des de la seva oficina de Vermont. Més tard, el negoci es va traslladar a New Hampshire, on continua actualment.

## Disseny
Les motocicletes Rokon fan servir una combinació de transmissió per corretja, cadena i eix acoblada a sengles caixes de canvis per a poder moure ambdues rodes indistintament. Les unitats més antigues duien un motor de dos temps de 134 cc 820 West Bend (de la US Motor/Chrysler Marine), mentre que les més noves en duen un d'Honda o Kohler d'uns 6 CV. Les llandes, compactes i buides, poden contenir 95 litres de benzina o d'aigua per a viatges de llarga distància.
Es tracta de motocicletes tot terreny lentes, dissenyades per al seu ús als terrenys més accidentats. Alguns models són capaços d'assolir 56 km/h o més, però la velocitat màxima típica és d'uns 32 km/h. A l'hora de pujar turons molt pronunciats, la velocitat pot arribar a ser de menys d'un km/h.
Els models actualment en producció són tres: Trail-Breaker, Ranger i Scout.

## Rokon RT340 TCR CVT
El 1974, Rokon va comercialitzar una motocicleta d'enduro amb canvi automàtic, la RT340 TCR, desenvolupada a partir d'una moto de neu Salsbury CVT. La moto duia motor Sachs, tracció únicament posterior i frens de doble disc. Una altra característica inusual era la corretja d'engegada. La transmissió gira lliure amb el motor al ralentí i es comença a activar a partir de 2.800 rpm (està ajustada per tal que el motor funcioni sempre a prop de la potència màxima, entre 6.000 i 6.700 rpm). L'ús d'un sistema de transmissió variable contínua (CVT) permet l'ús d'un motor de dos temps amb una potència més alta, tot i que amb una banda de potència estreta. El so del motor és inusual, ja que el motor es manté a una velocitat gairebé fixa i la relació de transmissió canvia segons la velocitat. La transmissió gira lliure quan la moto no avança, de manera que no hi ha fre de motor. La transmissió és visible des de l'exterior per tal de permetre'n la refrigeració, cosa que la fa més problemàtica en cas de travessar rierols i altres exposicions al medi ambient (com ara fang, pedres i altres). L'aigua provoca lliscaments momentanis, però la sorra pot provocar que la transmissió s'encalli.
Conduir aquesta moto per superfícies inestables pot ser complicat, ja que l'acceleració de la roda del darrere no provoca canvis reveladors en el so del motor. Tanmateix, la conducció per la majoria de les altres superfícies és intuïtiva i de vegades molt més còmoda que amb una moto convencional, ja que el canvi automàtic evita les pauses del motor i altres problemes habituals amb el selector de marxes. El soroll és fort, de 90,3 dB (A), ja que el motor sempre funciona ràpid tret de quan és al ralentí. Malgrat el baix pes de la roda anterior, al voltant del 43%, la moto tenia problemes quan s'aixecava la roda del davant (els coneguts com a wheelies), cosa que representava un problema si es pilotava en proves d'enduro. En un article publicat a la revista Cycle Guide el 1974, els pilots provadors van opinar que la Rokon era superior a l'hora de pujar turons i ràpida en superfícies dures, però millorable en superfícies soltes i en baixada.
Alguns prototips d'aquesta moto es van fer competir entre el 1971 i el 1973 a mans de pilots de fàbrica, especialment Tom Clark (TCR ve de "Tom Clark Replica"). A la 48a edició dels Sis Dies Internacionals d'Enduro (ISDT), celebrats a Dalton (Massachusetts) el 1973, els quatre pilots de Rokon (Gary Snider, Jim Fogle, Ron LaMastus i Jim Simmons) hi van guanyar tres medalles de bronze i una d'argent. Un cop la moto estigué disponible al mercat, diversos pilots nord-americans la van fer servir als ISDT durant alguns anys. Un dels més reeixits va ser Jim Hollander, qui va pilotar la RT340 a les edicions de 1974 i 1975.